# Mörel-Filet
Mörel-Filet ist eine politische Gemeinde und eine Burgergemeinde mit einem Burgerrat im Bezirk Östlich Raron im deutschsprachigen Teil des Kantons Wallis in der Schweiz.

## Geografie
Mörel-Filet liegt im Oberwallis am Ufer der Rhone etwa 10 Kilometer nordöstlich von Brig. Die Gemeinde besteht aus den beiden Teilen Mörel am Nordwestufer der Rhone und Filet südöstlich der Rhone. Zu Filet gehören zahlreiche Weiler, darunter Breiten, Halte und Pfäwi.
Das Gemeindegebiet umfasst eine Fläche von 8,44 km², wovon 43,7 % mit Wald und Gehölz bedeckt sind, 24,9 % der Landwirtschaft und 6,1 % für Siedlungen dienen.
Die Gemeinde grenzt im Norden an Bettmeralp, im Nordnordosten an Grengiols, im Osten an Bister, im Süden und Südwesten an Termen und im Nordwesten an Riederalp.

## Geschichte
Die Gemeinde Mörel-Filet wurde per 1. Januar 2009 aus den beiden bisherigen Gemeinden Mörel VS und Filet VS gebildet. Die Stimmbürger von Mörel befürworteten die Fusion mit 93 %, die Stimmbürger von Filet mit 73 % Zustimmung. Der Grund für die tiefere Zustimmung in Filet war unter anderem die höhere Verschuldung von Mörel.

## Gemeindepräsidenten
Seit den Gemeinderatswahlen von 2008:
| Amtszeit  | Name           | Partei |
| --------- | -------------- | ------ |
| 2009–2010 | Donald Blatter | CVP    |
| 2010–2016 | Irmina Imesch  | CSP    |
| 2017–     | Alban Albrecht | –      |